# カーネルコンセプト
株式会社カーネルコンセプト（Kernel Concept, Inc.）は、自動車産業を中心とした組込みシステムやビジネスシステム・エンジニアリングシステム開発を柱として事業展開する株式会社カーネル・ソフト・エンジニアリング、ハードウェアの開発、設計、製造、販売を行う株式会社カーネル・ハード・エンジニアリング、制御系ECUの開発を担う株式会社カーネルエレクトロニクスなどを傘下に置く、カーネルグループの統括会社。本社を名古屋に置く。

## 沿革
- 1985年 - （株）カーネルコンセプト設立
- 1987年 - 本社ビル竣工
- 1992年 - （株）カーネル・ソフト・エンジニアリング設立
- 1996年 - 東京オフィス開設
- 2000年 - カーネルキャリアスクール設立
- 2007年 - 福岡オフィス開設
- 2012年 - Kernel Philippins, Inc.設立 マニラオフィス開設
- 2021年 - 名古屋オフィス、刈谷オフィス設立
- 2021年 -（株）カーネル・ハード・エンジニアリング設立
- 2022年 -（株）カーネルエレクトロニクス設立
- 2025年 - 大阪オフィス設立

## 関連会社
- 株式会社カーネル・ソフト・エンジニアリング
- 株式会社カーネル・ハード・エンジニアリング
- 株式会社カーネルエレクトロニクス
- Kernel Philippins, Inc.